# Nothofagus obliqua
Nothofagus obliqua (Mirb.) Oerst. – gatunek rośliny z rodziny bukanowatych (Nothofagaceae). Występuje naturalnie na środkowej części Chile oraz Argentynie. Bywa także uprawiany. Jest gatunkiem krótkowiecznym. 

## Morfologia
PokrójZimozielone drzewo dorastające do 25–30 m wysokości i 15 m szerokości. Pokrój jest kolumnowy i szeroki. Korona jest Korona drzewa jest lużna, z wiekiem zaokrąglona na szczycie. Kora ma szarą barwę, spękaną z upływem lat i łuszcząca się płatami. Pędy są cienkie, zwisające, pokryte drobnymi włoskami o białej barwie. Pąki przylagają do pędów, rozwijają się późną zimą, dorastają do 4 mm długości.
LiścieUlistnienie jest naprzemianległe. Są pojedyncze. Z wierzchu mają ciemnozieloną barwę, natomiast od spodu są niebieskozielone. Jesienią przebarwiają się na złotożółto. Blaszka liściowa ma owalnie lancetowaty lub eliptyczny kształt. Mierzy 3–6 cm długości oraz 2–3 cm szerokości, jest ostro nieregularnie ząbkowana na brzegu, ma nasadę od klinowej do niemal sercowatej i wierzchołek od tępego do ostrego. Ma 8–11 wyraźnych par żyłek. Jesienią przebarwiają się na purpurowo-żółto. Ogonek liściowy jest nagi i ma 2–3 mm długości.
KwiatySą niepozorne, jednopłciowe, mają zieloną barwę. Rozwijają się w kątach liści. Kwiaty męskie są pojedyncze i mierzą 5 mm średnicy, natomiast kwiaty żeńskie są zebrane po 3 w kwiatostany.
OwoceOrzechy osadzone po 3 w kupulach, dorastają do 2–15 mm długości. Kupule powstają ze zrośnięcia czterech liści przykwiatowych.

## Biologia i ekologia
Jest rośliną jednopienną. Rośnie w lasach zrzucających liście. Występuje na wysokości do 2500 m n.p.m. Kwitnie wiosną. Kwiaty zapylane są przez owady. Charakteryzuje się szybkim wzrostem. Jest mrozoodporny – znosi spadki temperatury do -15 °C. Najlepiej rośnie na stanowiskach w pełnym nasłonecznieniu. 

## Zastosowanie
Gatunek charakteryzuje się trwałym i twardym drewnem. Kiedyś służyło ono do budowy statków. Obecnie stosuje się je w produkcji mebli i drewnianych elementów wykończeniowych. Ponadto gatunek jest sadzony jako roślina ozdobna wzdłuż dróg w Europie Południowej.